# Strigocis opalescens
Strigocis opalescens es una especie de coleóptero de la familia Ciidae.

## Distribución geográfica
Habita en el Este de América del Norte y  México.